# De Eerste Klant
De Eerste Klant is een hoorspel, dat door Frans Verbeek werd geschreven. Het hoorspel is uitgezonden bij de VARA op 27 december 1978.

## het verhaal
Een probleemzoon dwingt zijn moeder om de prostitutie in te gaan. Zijn moeder weigert en haar zoon slaat haar. Ook kwam een hardhandige woordenwisseling. Uiteindelijk doet de moeder alsof ze akkoord gaat. De zoon laat de klant binnen, maar die blijkt een politieagent te zijn die door zijn moeder was gebeld. Hij neemt de zoon mee naar de rechtbank en de moeder is blij van hem af te zijn.

## de rolverdeling
- Gerry Mantel (de moeder)
- Olaf Wijnants (de zoon)
- Jan Borkus (de klant/de agent)